# Szkoła Pilotów Wojskowych Lipieck

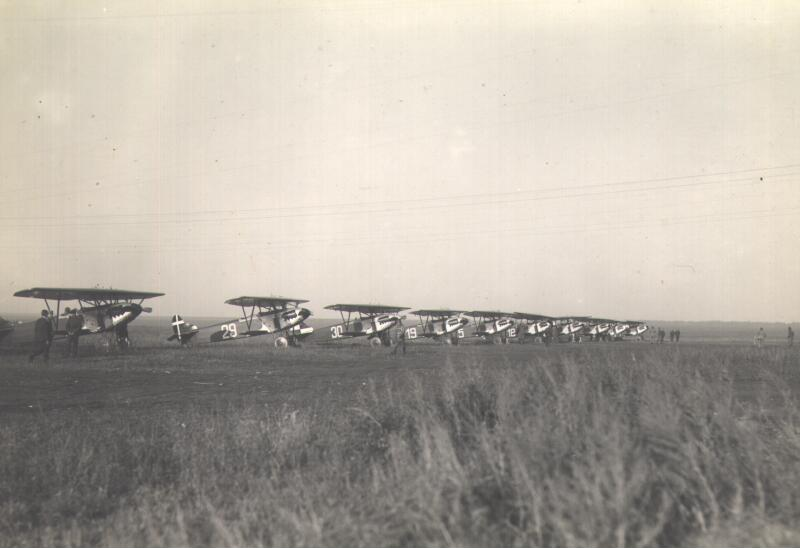
Fokkery D.XIII w Lipiecku

Szkoła Pilotów Wojskowych (niem. Geheime Fliegerschule und Erprobungsstätte der Reichswehr, również Wissenschaftliche Versuchs- und Personalausbildungsstation, WIVUPAL) – tajny ośrodek szkolenia pilotów myśliwskich i bombowych, zorganizowany i finansowany przez niemiecką armię w Lipiecku na terenie ZSRR, 375 km na południe od Moskwy w latach 1925–1933. Obecnie mieści się tu Lipiecka Baza Lotnicza.

## Tło historyczne
Traktat wersalski zabraniał Republice Weimarskiej posiadania broni pancernej, chemicznej oraz lotnictwa, jak również prowadzenia badań w tych kierunkach. W tej sytuacji dowództwo armii wkrótce po zakończeniu I wojny światowej poszukiwało alternatywnych możliwości prac nad rozwojem Panzerwaffe i Luftwaffe. Oprócz Szkoły Pilotów Wojskowych w Lipiecku niemieckie dowództwo Reichswehry prowadziło też inne tajne, zabronione traktatem wersalskim projekty realizowane na terenie ZSRR Panzerschule „Kama” (1926-1933) oraz ośrodek testów broni chemicznej „Tomka” (Gas-Testgelände „Tomka”) (1928–1931). Po przegranej I wojnie światowej Republika Weimarska, łamiąc postanowienia traktatu wersalskiego, zabraniającego m.in. niemieckiej armii posiadania lotnictwa, poszukiwała możliwości rozwoju tej broni. Negocjatorami byli szef niemieckiego Sztabu Generalnego Hans von Seeckt oraz marszałek Związku Radzieckiego Michaił Tuchaczewski. Następnie Niemców reprezentował płk Hermann von der Lieth-Thomsen, a Rosjan dowódca Wojskowych Sił Powietrznych ZSRR Piotr Baranow, którzy podpisali umowę w sprawie utworzenia ośrodka 15 kwietnia 1925.

## Szkoła pilotażu
Dowódcą szkoły pilotażu był w okresie czerwiec 1925 – 1 grudnia 1929 mjr Walter Stahr, po nim do 28 lutego 1932 mjr Max Mohr. Już w maju 1926 zorganizowano pierwszy kurs dla byłych pilotów wojskowych Luftwaffe. Do końca marca 1927 Reichswehra zainwestowała w obiekty 600 000 rubli, w lecie tego roku kolejne 560 000 rubli. Ośrodek podzielony był na 4 oddziały: grupę sztabową, grupę szkolenia pilotów myśliwskich, grupę szkolenia obserwatorów artyleryjskich i wywiadowców lotniczych oraz grupę doświadczalną, mającą opracowywać prototypy nowych broni. Jako personel pomocniczy pracowało w obiekcie przeszło 300 Rosjan. Pierwszymi samolotami używanymi w szkole pilotażu było 50 Fokkerów FD XIII, dwumiejscowe Heinkle HD 17 oraz Albatrosy L 76, L 77 i L 78. Silniki fokkerów były produkowane przez przedsiębiorstwo Napier-Lion-Motors w Anglii, co stwarzało ogromne problemy w przypadku konieczności odesłania ich do producenta do naprawy. Były one wielokrotnie przeładowywane w różnych portach, by Anglicy nie zorientowali się, że napędzają zabronione traktatem pokojowym niemieckie maszyny wojenne latające nad terytorium sowieckim. Sam obiekt w Lipiecku pochłaniał od 30 do 40% funduszy przeznaczanych na uzbrojenie lotnictwa.
Absolwentami ośrodka w Lipiecku byli m.in. późniejsi dowódcy Luftwaffe Wolfgang Falck, Günther Radusch, Johannes Trautloft i Günther Lützow.
Do rozwiązania szkoły w 1933 przeszkolono w niej około 120 pilotów i 100 obserwatorów oraz liczny personel naziemny.

## Odkrycie Sosnowskiego
W połowie lat 20. XX w. zorganizowana w Berlinie przez oficera polskiego wywiadu, rotmistrza Jerzego Sosnowskiego siatka wywiadowcza, obejmująca najwyższe kręgi Reichswehry jako pierwsza weszła w posiadanie licznych i niezbitych dowodów na szeroko zakrojoną niemiecko-radziecką zakazaną traktatowo współpracę wojskowo-techniczną. M.in. na podstawie tych informacji Rzeczpospolita Polska w latach 20 XX w. ujawniła na forum Ligi Narodów nielegalną działalność tzw. Republiki Weimarskiej, która uchylała się jako „niewypłacalna” od spłacania kontrybucji za I wojnę światową. Jednocześnie skrycie przeznaczała ogromne pieniądze na rozwój ofensywnych, zabronionych traktatem wersalskim broni: pancernej, lotniczej oraz chemicznej.

## Likwidacja
Z początkiem lat 30. XX w. sytuacja polityczna uległa zmianie. Związek Radziecki nawiązał kontakty z Zachodem, natomiast Niemcom po konferencji w Genewie w grudniu 1932 roku Francja, Anglia, Włochy i USA przyznały równouprawnienie w zakresie zbrojeń (zawieszone po interwencjach m.in. J.Piłsudskiego, ale jedynie na dwa lata, do lutego 1935 roku). Dalsze utrzymywanie kosztownych tajnych ośrodków szkoleniowych poza granicami kraju przestało być Niemcom potrzebne. Po umocnieniu się NSDAP w styczniu 1933 zaostrzyły się również różnice w politykach Niemiec i Związku Radzieckiego. Szkołę rozwiązano 15 września 1933.

## Następstwa przedsięwzięcia
Niemcy dzięki szkoleniu się w ZSRR odbudowały zdolności lotnictwa wojskowego, które w przyszłości przyczyniły się do wielu sukcesów wojennych.